# پائولا مالکومسان
پائولا مالکومسان (انگلیسی: Paula Malcomson؛ زادهٔ ۱۹۷۰) یک هنرپیشه اهل ایرلند شمالی است.

## فیلم‌شناسی
از فیلم‌ها یا برنامه‌های تلویزیونی که وی در آن نقش داشته‌است می‌توان به پیشتازان فضا: شرکت، عطش مبارزه، عطش مبارزه: اشتعال، مسیر سبز، لاست، شش فوت زیر زمین، بخش فوریت‌های پزشکی، ذهن‌های مجرم، قانون و نظم: واحد قربانیان ویژه، سی‌اس‌آی، فرزندان آشوب، به من دروغ بگو، درمانگاه خصوصی، فرینج، درمان شده و شاخه خشکیده درخت اشاره کرد.